# اچ‌ام‌اس آرتیفکس (اف۲۸)
اچ‌ام‌اس آرتیفکس (اف۲۸) (به انگلیسی: HMS Artifex (F28)) یک کشتی است که طول آن ۵۲۰ فوت (۱۶۰ متر) می‌باشد. این کشتی در سال ۱۹۲۴ ساخته شد.